# Jens Mouris
Jens Mouris, född 12 mars 1980 i Ouderkerk aan de Amstel, är en nederländsk tävlingscyklist på landsväg och bana. Mouris tävlar för det nederländska stallet Vacansoleil Pro Cycling Team sedan säsongen 2009.

## Landsväg
Han fick sitt första stora cykelkontrakt med Giant Cyclingteam 1999, innan han gick vidare till Van Vliet Weba och tävlade för dem mellan 2000 och 2001. 
Under 2002-2003 tävlade han för Rabobank innan han gick vidare till AXA Cycling Team, där han under säsongen 2005 blev stallkamrat med Niki Terpstra. Under säsongen 2005 vann han prologen på Ronde van Antwerpen och under säsongen 2004 vann han de nederländska endagsloppen Ronde van Overijssel och Omloop van de Glazen Stad. 
Han fortsatte efter säsongen 2005 till Team Regiostrom-Senges, och vann hos dem två etapper på Tour du Brabant Wallon, innan han slutligen slutade tvåa i tävlingen, innan han fortsatte sin karriär i DFL-Cyclingnews-Litespeed. 
Under säsongen 2008 tävlade han för Mitsubishi-Jartazi och vann under året prologen i Delta Tour Zeeland. 
Inför säsongen 2009 blev han kontrakterade av det nederländska stallet Vacansoleil Pro Cycling Team. I mars 2009 slutade Jens Mouris trea på Driedaagse van West-Vlaanderen bakom stallkamraten Johnny Hoogerland och den belgiska cyklisten Kevyn Ista. Han slutade också tvåa på etapp 1 av tävlingen bakom Hoogerland. Jens Mouris slutade på åttonde plats på Ronde van het Groene Hart. På prologen av Vuelta a España 2009 slutade Jens Mouris på fjärde plats bakom Fabian Cancellara, Tom Boonen och Tyler Farrar.

## Bancykling
Mouris deltog i de Olympiska sommarspelen 2000 i Sydney och slutade tillsammans med John den Braber, Robert Slippens och Wilco Zuijderwijk sjua i fyra kilometers lagförföljelse. Fyra år senare kvalificerade han sig i samma disciplin till de Olympiska sommarspelen 2004 i Aten tillsammans med Levi Heimans, Peter Schep och Jeroen Straathof och de slutade på femte plats i tävlingen. Han deltog också i Olympiska sommarspelen 2008 i Peking i individuell förföljelse, lagförföljelse och även i madison.
Han blev silvermedaljör i världsmästerskapen på bana i lagförföljelse 2005 tillsammans med Levi Heimans, Niki Terpstra och Peter Schep. Ett år senare slutade han tvåa på det individuella förföljelseloppet på världsmästerskapen i Bordeaux efter tysken Robert Bartko.
Som junior tog han silvermedaljen i juniorvärldsmästerskapen 1998 efter ryssen Sergej Klimov.

## Meriter - landsväg
2003
3:a, prolog, Tour de Normandie
3:a, prolog, Olympia's Tour
3:a, etapp 7, Olympia's Tour
2004
1:a, Omloop van de Glazen Stad
1:a, Ronde van Overijssel
2:a, prolog, Ronde van Antwerpen
2005
1:a, prolog, Ronde van Antwerpen
2:a, etapp 2, Ronde van Midden-Brabant
2006
1:a, etapp 2, Tour du Brabant Wallon
1:a, etapp 3, Tour du Brabant Wallon
2:a, Tour du Brabant Wallon
2008
1:a, prolog, Delta Tour Zeeland
2:a, etapp 3, Tour de Picardie
2:a, etapp 4, Belgien runt
3:a, GP E.O.S. Tallinn
2009
2:a, etapp 1, Driedaagse van West-Vlaanderen
3:a, Driedaagse van West-Vlaanderen
4:a, prolog, Vuelta a España 2009

## Meriter - bancykling
2004
1:a, Nationsmästerskapen, individuell förföljelse
2:a, Manchester, lagförföljelse (med Jeroen Straathof, Peter Schep, Levi Heimans)
2:a, Sydney, lagförföljelse (med Jeroen Straathof, Peter Schep, Levi Heimans)
2005
1:a, Moskva, individuell förföljelse
2:a, Moskva, lagförföljelse (med Niki Terpstra, Wim Stroetinga, Peter Schep)
2:a, Världsmästerskapen, lagförföljelse (med Niki Terpstra, Peter Schep, Levi Heimans)
3:a, Moskva, individuell förföljelse
3:a, Manchester, lagförföljelse (med Levi Heimans, Wim Stroetinga, Niki Terpstra)
2006
1:a, Europeiska mästerskapen, omnium
1:a, Moskva, madison (med Danny Stam)
2:a, Los Angeles, individuell förföljelse
2:a, Los Angeles, lagförföljelse (med Niki Terpstra, Gert-Jan Jonkman, Levi Heimans)
2:a, Los Angeles, madison (med Niki Terpstra)
2:a, Världsmästerskapen, individuell förföljelse
3:a, Grenobles sexdagars (med Peter Schep)
2007
1:a, Manchester, madison (med Peter Schep)
1:a, Europeiska mästerskapen, madison (med Peter Schep)
1:a, Sydney, madison (med Peter Schep)
2:a, Nationsmästerskapen - madison (med Peter Schep)
3:a, Europeiska mästerskapen, omnium
3:a, Peking, lagförföljelse (med Levi Heimans, Jenning Huizenga, Peter Schep)
3:a, Nationsmästerskapen - 1000 meter
3:a, Nationsmästerskapen - individuell förföljelse

## Stall
- 1999 Giant Cyclingteam
- 2000-2001 Van Vliet Weba
- 2002-2003 Rabobank
- 2004-2005 AXA Cycling Team
- 2006 Team Regiostrom-Senges
- 2007 DFL-Cyclingnews-Litespeed
- 2008 Mitsubishi-Jartazi
- 2009 Vacansoleil Pro Cycling Team